# Lodderstedt

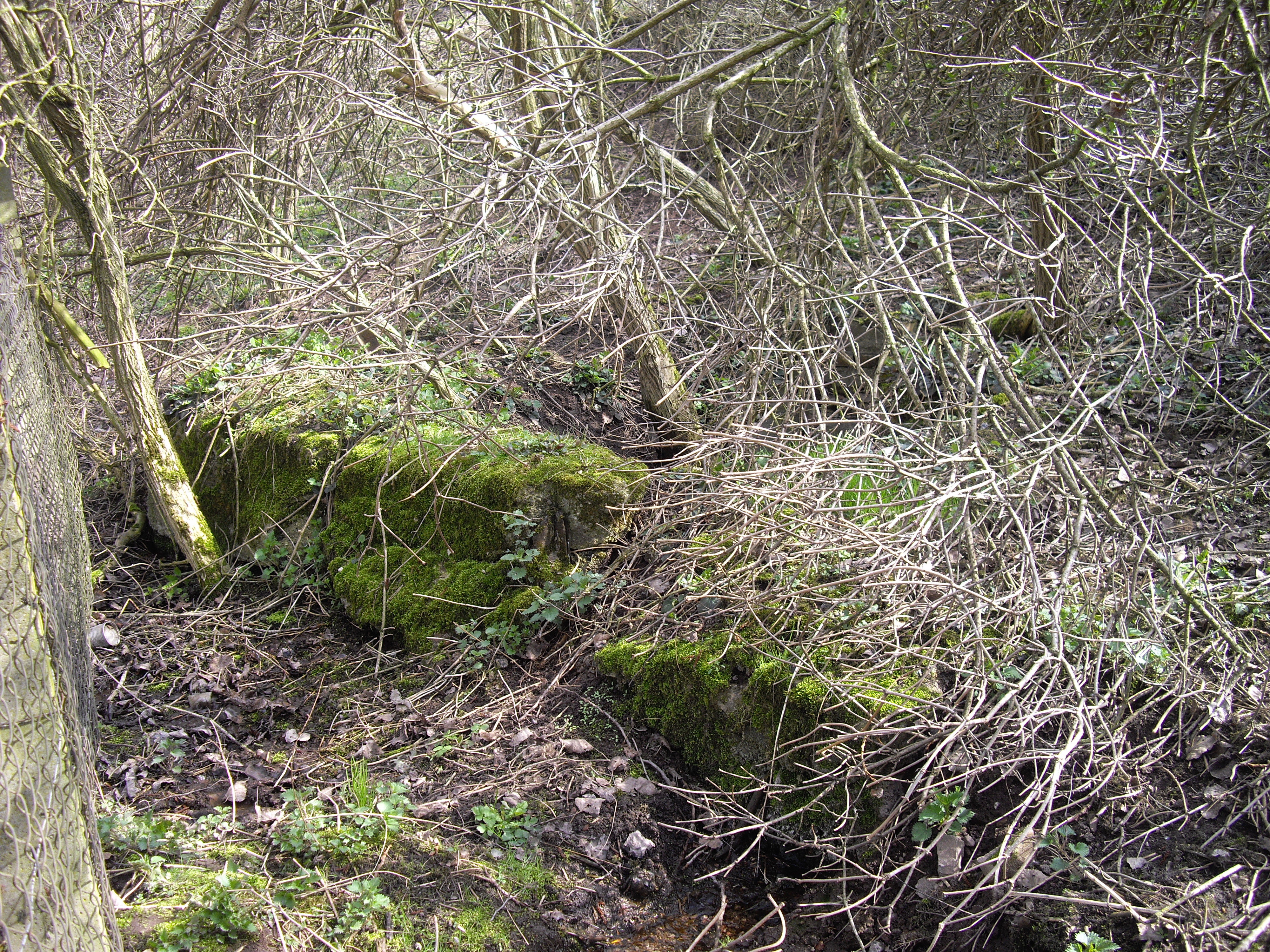
Ruinen in Lodderstedt

Lodderstedt ist eine Wüstung bei Gerbstedt in Sachsen-Anhalt. Sie liegt an den Lodderstedter Teichen in einer Feldmulde etwa 2,5 Kilometer nördlich von Gerbstedt. Von der Kirche sind noch Überreste zu finden.

## Name
Lodderstedt bedeutet ursprünglich Wohnstädte des Lothar.

## Geschichte
- Lodderstedt wurde vermutlich um 500 gegründet.
- Nach der Schlacht am Welfesholz um 1115 soll das Dorf zusammen mit Nisselsdorf, Rote Welle, Wesenstedt, Milrode und Disdorf geplündert und verbrannt worden sein.
- Vermutlich ist der Ort auf Grund der Halberstedter Bischofsfehde untergegangen.
- Um 1390 wird der Ort Loderstede als Wüst beschrieben.
- 1560 wurde die Kirche teilweise abgebrochen.

## Besonderheiten
- Nach dem Ort nannte sich ein Dienstadelsgeschlecht (z. B. der Ritter Henricus de Loderstede)
- Es gab reiche Münzenfunde um Lodderstedt